# آلپ-ماریتیم

آلپ-ماریتیم (به فرانسوی: Alpes-Maritimes) ششمین شهرستان فرانسه است. شهرستان آلپ-ماریتیم در منتهی‌الیه جنوب شرق این کشور قرار دارد. این شهرستان زیرمجموعه ناحیه پروانس آلپ-کوت دازور می‌باشد. مساحت این شهرستان ۴٬۲۹۹ کیلومتر مربع و جمعیت آن ۱٬۰۸۲٬۴۶۵ نفر است. 